# Société des transports de Rimouski
La Société des transports de Rimouski (STR) est une société paramunicipale qui assure le transport public dans la ville de Rimouski au Québec.

## Histoire

### Les débuts

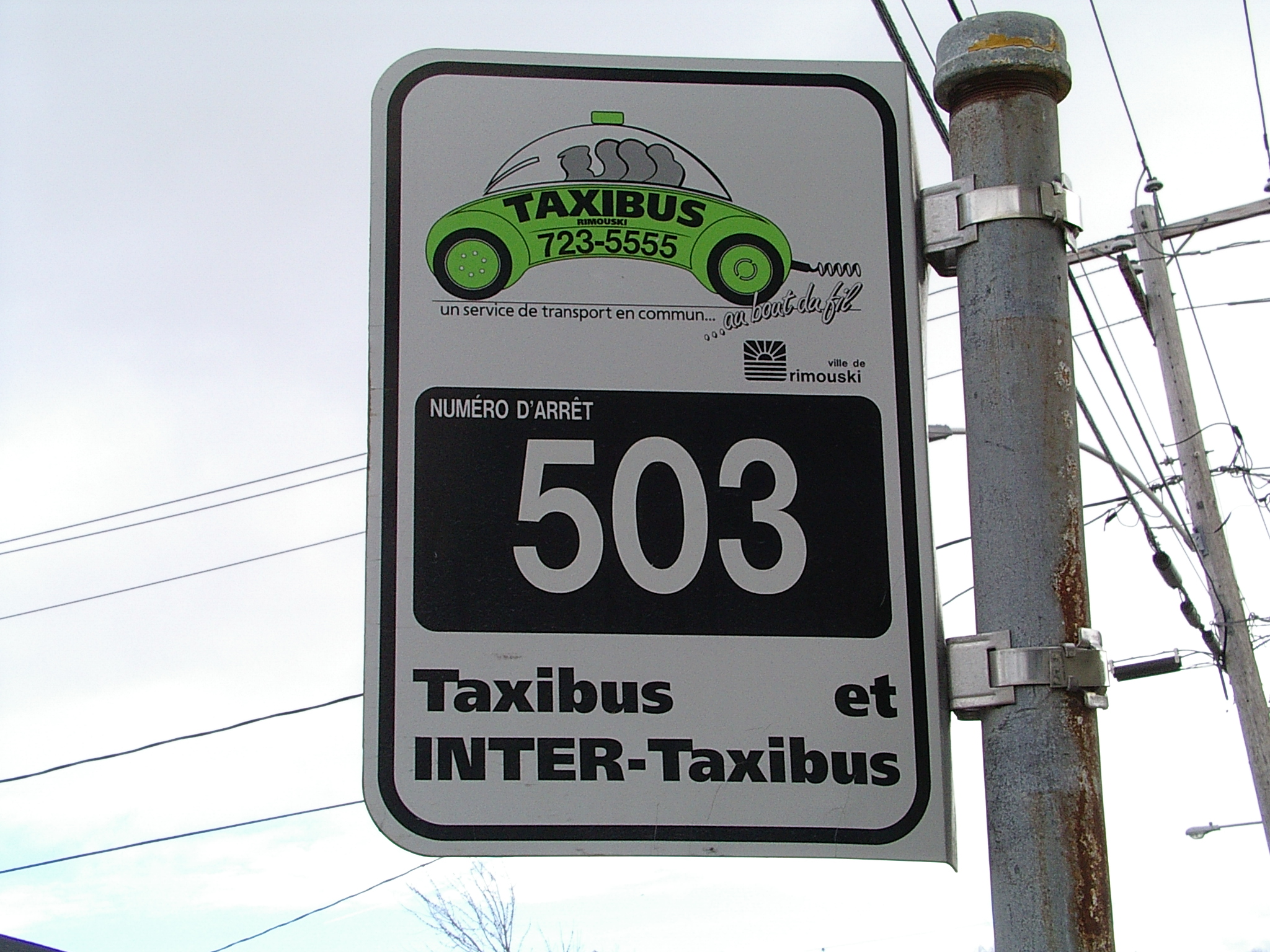
Panneau du service de Taxibus de la ville de Rimouski.

L'instauration d'un service de transport en commun à Rimouski remonte à septembre 1993, lorsque la ville se dote d'un réseau de transport utilisant des véhicules taxi, appelé Taxibus, et qui effectue 6 341 déplacements entre septembre et décembre 1993. Le service est reconnu en 1995 par le ministère des transports du Québec qui verse alors une subvention de fonctionnement de 84 000 dollars, la ville de Rimouski investissant annuellement 200 000 dollars pour offrir le service,.
À partir de l'an 2000, l'entreprise étend sa desserte aux municipalités limitrophes de Rimouski-Est et de Pointe-au-Père. À la suite de la fusion municipale de 2002, le service s'étend aux secteurs de Sainte-Odile-sur-Rimouski, Sainte-Blandine et Mont-Lebel en avril 2003 et permet d'effectuer plus de  63 000 déplacements la même année et 81 000 en 2004. En janvier 2005, la Société de transport de Rimouski est créée par le regroupement des services de transport en commun Taxibus et du service de transport adapté « Kangourou ».
En novembre 2009, la ville de Rimouski met sur pied un comité de travail pour continuer les démarches entreprises depuis plusieurs mois concernant les besoins de la ville en termes de transport en commun. Le comité a le mandat de présenter au conseil de ville en avril 2010 les résultats de son analyse sur la desserte de transport en commun du territoire de la ville par un réseau de minibus à horaire fixe associé à la desserte par taxi déjà existante,. Le comité doit faire ses recommandations en se basant sur l'étude préalable de la firme de consultants Tecsult-Aecom.
Rimouski décide finalement de lancer un service de desserte par minibus et le maire de Rimouski, Éric Forest, exprime le souhait que le nouveau service permettra à la ville de faire augmenter le nombre d'usagers du transport en commun de 125 000 à 200 000 utilisateurs annuellement,.

### Instauration du service Citébus
Le service de transport en commun par minibus, Citébus, entre en service le 10 janvier 2011 avec deux circuits (no 11 et no 12),. Le budget annuel d'opération annuel du nouveau service Citébus est de 750 000 dollars. Toujours en 2011, le STR lance le circuit no 21 qui effectue le trajet inverse du circuit no 12 ainsi que la desserte par Taxibus du secteur du Bic qui permet d'effectuer 6 084 déplacements en 2011. Le 1er décembre 2011, la Société des transports de Rimouski et la MRC de Rimouski-Neigette annonce l'arrimage de leur service de transport en commun permettant ainsi aux usagers des deux réseaux de poursuivre leur trajet gratuitement sur l'autre réseau au point d'embarquement de la gare de Rimouski ou du musée régional de Rimouski. Les améliorations apportées au service et les efforts pour faire connaître la STR aux Rimouskois font en sorte que le nombre d'utilisateurs hebdomadaire moyen du service Citébus augmente de 916 en janvier 2011 à 1 407 en décembre, l'utilisation des services par les étudiants représentant 34 % des déplacements du réseau. Les statistiques de la première année du service Citébus indique qu'il a permis d'effectuer 59 619 déplacements et que pour l'ensemble du réseau, Citébus et Taxibus, 101 764 déplacements ont été effectués.
En juin 2012, à la suite d'études de faisabilité démontrant l'intérêt des citoyens des districts de Sacré-Cœur et de Nazareth, deux secteurs dont la densité d'habitation est assez élevé, la STR lance le circuit no 31 pour les desservir avec une liaison avec les autres circuits aux terminus du musée et de la gare,. Les données du début de l'année 2012 montre déjà une augmentation de 14 % de l'utilisation des services de la STR. Les données finales de 2012 indiquent que le nombre de déplacement a augmenté de 16 % par rapport à 2011, grâce à l'ajout du circuit 31 et d'une importante augmentation de l'utilisation des circuits desservant le centre-ville. Le nombre total de déplacement réalisés par la STR en 2012 s'élève à 119 000 dont près de 66 000 sur les trois circuits desservant le centre-ville, le nouveau circuit 31 enregistrant près de 25 000 déplacements. Les détenteurs d'un laissez-passer mensuel sont aussi plus nombreux de 25 %. Cette croissance se poursuit en 2013 avec une augmentation de 17 % de la fréquentation qui atteint plus de 139 000 déplacements.

## Services
La Société des transports de Rimouski assure le service de transport en commun à Rimouski. L'organisme paramunicipal dessert les principaux secteurs résidentiels et commerciaux de Rimouski grâce à un réseau de minibus appelé Citébus ainsi que par un réseau de taxis dédiés appelé Taxibus pour desservir les secteurs moins achalandés de la ville.